# Program pracy linii elektroenergetycznej
Program pracy linii elektroenergetycznej – zbiór zasad i instrukcji w oparciu o które prowadzony jest ruch linii elektroenergetycznej. Program pracy linii określa między innymi:
- układy połączeń sieci dla warunków normalnych i zakłóceniowych;
- wymagane poziomy napięć;
- rozpływy mocy czynnej i biernej;
- odpuszczalne obciążenia;
- nastawienie zabezpieczeń i automatyki zabezpieczeniowej.

W przypadku linii napowietrznych i kablowych o napięciu poniżej 1 kV program pracy linii powinien być aktualizowany co 5 lat. 